# HD 45947
HD 45947，又名BD+73 340，SAO 5909、HR 2365，是一颗恒星，视星等为6.24，位于銀經140.95，銀緯25.02，其B1900.0坐标为赤經6h 25m 17.4s，赤緯+73° 25.02′ 22″。